# Свияжский кантон
Свияжский кантон (тат. Зөя кантоны) — административно-территориальная единица в составе Татарской АССР, существовавшая в 1920—1927 гг. Центр кантона — город Свияжск. Площадь — 3,3 тыс. км². Население — 153,4 тыс. чел. (1926).
По данным 1926 года в кантоне было 8 волостей
- Ачасырская (центр — с. Большие Ачасыры)
- Кушманская (центр — с. Большие Кушманы)
- Макуловская
- Молькеевская
- Нурлатская
- Свияжская
- Теньковская
- Ульянковская

Волости делились на 178 сельсоветов.
В 1927 году Свияжский кантон был упразднён. На его территории были образованы районы: Воскресенский, Лаишевский, Нурлатский, Рыбно-Слободский, Свияжский, Теньковский и Ульяновский. 